# الجارودية (القطيف)
الجارودية هي بلدة تقع بمحافظة القطيف شرق السعودية على بعد 4 كيلومترات غرب مركز محافظة القطيف، تستقر فيها على مرتفع من الجبل الصلد، يحدّها من الشمال قرية الخويلدية، ومن الجنوب أم الحمام، ومن الشرق حلة محيش، ومن الغرب منطقة صحراوية تُعرف بِبر البدراني. تتميز الجارودية بالبساتين والمنتوجات الزراعية.

## التسمية
كانت تُسمّى لملوم قديماً، ولكن غلب عليها الاسم الأول وهو الجارودية، وسميت بذلك نسبة إلى الجارود بن بشر بن عمرو العبدي أحد سادة بني عبد القيس الذين قطنوا المنطقة آنذاك.

## التاريخ
يرجع تاريخ قرية الجارودية إلى بدايات العهد الإسلامي عندما وفد نفر من الصحابة إلى البحرين لجباية أموال الصدقة وذلك في السنة الرابعة للهجرة وكان على رأسهم الجارود بن النعمان الذي استقر في هذه المنطقة وسميت فيما بعد باسمه ويقال أنها منسوبة إلى الجارود بن بشر بن عمرو العبدي أحد سادة بني عبد القيس الذين قطنوا المنطقة ومع مرور الزمن أخذت رمال بر البدراني القريبة منها تزحف عليها حتى أوشكت أن تندثر تحت الرمال فنزح أهلها عنها إلى واحات قريبة منها وهي الآن الموقع الحالي للقرية وبنوا لهم سوراً من الحجارة والطين يحميهم من الهجمات الخارجية السائدة في ذلك الوقت ولا يزال في موقعها القديم بعض الآثار والأطلال.
دخل التشيع إلى هذه القرية منذ الايام الأولى للدعوة الإسلامية.حاليّاً، جميع سكانها ينتمون إلى الشيعة الاثنى عشرية.[بحاجة لمصدر]
الجارودية قرية مسوّرة يطلق على سورها سور الصدّين وله بوابتان: الدروازة الشرقية وأحياناً تسمى دروازة إحميـّد وتقع شرق الجبل على شارع البدراني. والثانية تدعى الدروازة الغربية. وللسور برج يقع على عين الصدّين يسمى ببرج الصدّين.
وفي داخل السور توجد مجموعة من «الفرقان» منها: الفريق الجنوبي، والفريق الشمالي، وفريق البراحة، وفريق القصر، ومعظم بيوتها من الحجارة والطين وقلة من الأكواخ وهناك مساكن أخرى كانت خارج «الديرة القديمة». وقد برزت أخيراَ مجموعة من المناطق الحديثة التي شيّدت على حساب الأراضي الزراعية ومنها:
فريق الخارية «خارية بن يوشع» و«خارية الشماسي» ويقعا في الجهة الشرقية منها وكذا دغيمي السنان وكذلك منطقة الجبل الذي بقي إلى عهد قريب إلى عام 1403هـ، حيث قامت الدولة بهدمه وتحويله إلى منطقة سكنية وزعتها على بعض المواطنين من أبناء الجارودية فازداد البناء.
وامتد العمران ليطال المزارع المجاورة لجميع جهات الجارودية حتى لاصقت ودخلت بيوتها في بيوت حلة محيش من الشرق وتحدت الرمال فزحفت عليه من الغرب، وتعدّت الجبل «جبل البرّاق» من الشمال الغربي، ولم تترك جهة الجنوب حيث أخذت بعض مزارعه وحولتها إلى أراضي سكنية لأبنائها الأوفياء المتعلقين بها.
وورد شعراً هذه الأبيات من نظم الشاعر مهدي محمد السويدان في إحدى قصائده:
جارود لملم بالأهالي أخالهاعذب المياه يسيل فوق رباها

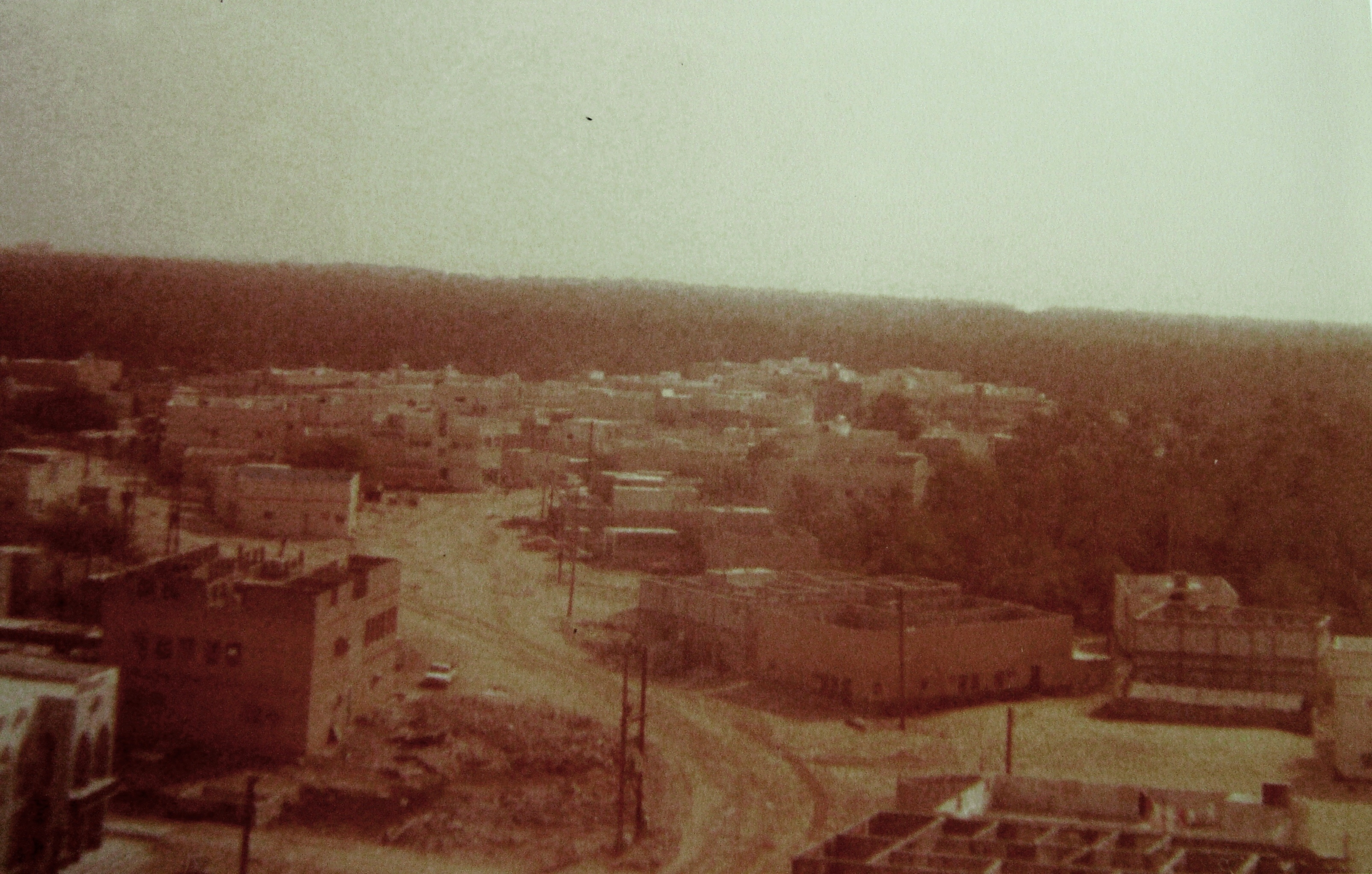
الشارع العام للجارودية عام 1979م.

### أحداث بارزة
بعض الأحداث التي مرت على الجارودية:
- سنة الطبعة 1332هـ: وهي من السنوات البارزة في تاريخ الجارودية حيث غرق أكثر من سبعين شخصا من القرية عندما كانوا عائدين من زيارة مرقد الحسين بن علي في العراق.
- سنة الطاعون 1055هـ: من السنوات البارزة تلك السنة التي عم بها الطاعون أرجاء قرية الجارودية فهلك كثير منهم.
- سنة الحريقة 1400هـ: وهي السنة التي نشب فيها حريق كبير قبل حوالي 42 سنة أثناء إعداد ولائم أحد الأعراس ودمرت القرية حيث استمر حوالي سبعة أيام.[2]

## الاقتصاد
يعتمد أهالي الجارودية في معيشتهم على الزراعة حيث كانت البلدة بقعة زراعية خصبة اشتهرت بكثرة مزارعها وبساتينها ومن أسماء بساتينها: الخارجية، الدغيمي، أبو السرب، والحبيس وغيرها الكثير ، والتي كانت تصدّر منها ألوان الفواكه والخضار وتروى بالعيون الجوفية، وكل العيون كانت تروي مزارع الجارودية تقع في البر غرب البلد بالقرب من البدراني والتي كان يزرع بها الارز الهندي، اللوبياء، والدقيق.

## التركيبة السكانية
عدد سكان الجارودية بناءً على بيان مصلحة الإحصاءات العامة والمعلومات بوزارة الاقتصاد والتخطيط حسب النتائج الأولية للتعداد العام للسكان والمساكن للعام 1431هـ - 2010م.
| السنة هـ (م)   | سعوديون | سعوديون | غير سعوديون | المجموع |
| -------------- | ------- | ------- | ----------- | ------- |
| 1431هـ (2010م) | ذكور    | إناث    | 1,022       | 11,199  |
| 1431هـ (2010م) | 5,256   | 4,921   | 1,022       | 11,199  |

## خدمات

### المرافق الحكومية

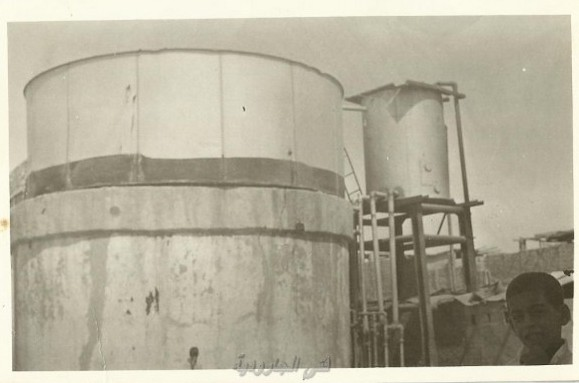
خزّان الجارودية قديماً.

- نادي رياضي ثقافي اجتماعي يسمى نادي المحيط تأسس في العام 1378هـ.خزّان الجارودية قديماً.جمعية خيرية وتسمى جمعية الجارودية الخيرية للخدمات الاجتماعية تأسست في العام 1402هـ.
- مستوصف حكومي تابع لوزارة الصحة السعودية تحتى مسمى مستوصف صحي الجارودية.
- مكتب بريد الجارودية تأسس في العام «مكتب مستأجر في مبنى جمعية الجارودية الخيرية».

### التعليم

#### مدارس البنات
1. المدرسة الابتدائية الأولى بالجارودية للبنات مجمع المدارس الجديد

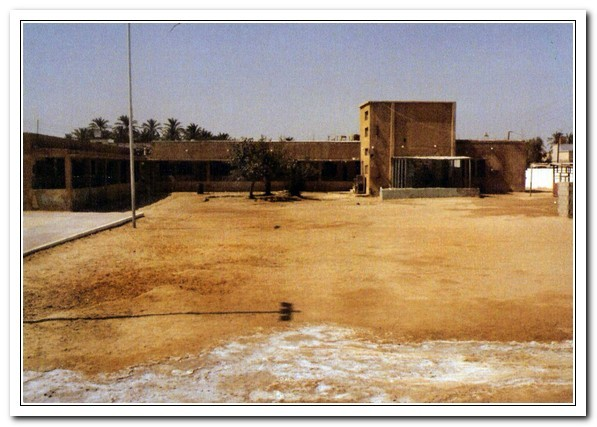
مدرسة الجارودية الابتدائية بنين قبل التوسعة.

2. مدرسة الجارودية الابتدائية بنين قبل التوسعة.المدرسة الابتدائية الثانية للبنات بالجارودية للبنات «مبنى حكومي مشترك مع المدرسة الثانوية الأولى بالجارودية للبنات»

1. المدرسة المتوسطة الأولى بالجارودية للبنات مجمع المدارس الجديد "
2. المدرسة الثانوية الأولى بالجارودية للبنات «مبنى حكومي مشترك مع المدرسة الابتدائية الثانية للبنات بالجارودية».

#### مدارس البنين
1. مدرسة الجارودية الابتدائية تأسست في العام 1379 «مبنى حكومي مستقل».
2. مدرسة الجارودية المتوسطة «مبنى حكومي مشترك مع مدرسة الجارودية الثانوية».
3. مدرسة الجارودية الثانوية «مبنى حكومي مشترك مع مدرسة الجارودية المتوسطة».

#### رياض الأطفال
1. روضة الطفل السعيد بالجارودية (تابعة لجميعة الجارودية الخيرية).
2. روضة فاطمة الزهراء.
3. روضة السنافر الصغار بالجارودية.
4. روضة المنار الصغير بالجارودية.
5. روضة الطفل المميز بالجارودية (حي جبل البراق).

## الثقافة

### الألعاب الشعبية
وقد كان أبناء الجارودية يمارسون ألعابهم قديماً في الفرقان التي كانت بداخل السور وكان من ألعابهم الشعبية شراع العود، خشيشو، الصبة، الطير، سباق الماء، لمناطط، المخطة أو الشكة، الطنقور والهول وغير ذلك من الألعاب التي كانت تُمارس في الفريق الجنوبي، وفريق القصر ولكنها تكثر في فريق البراحة.

### الرياضة

#### نادي المحيط

شعار نادي المحيط بالجارودية.

هو نادي رياضي ثقافي اجتماعي تأسس النادي عام 1378هـ ويوجد حاليا بنادي المحيط 7 ألعاب وهي لعبة كرة القدم وكرة السلة وكرة الطائرة وكرة التنس الأرضي وتنس الطاولة وكرة اليد وبناء الأجسام،
وكانت بداية تأسيس النادي في عام 1378هـ وكان يحمل اسم «التحرير» واستمر لأكثر من عام ثم استبدل باسم نادي الطيران وكان نشاط النادي مقتصرا على لعبة كرة القدم وبعد تأسيس اتحاد الكرة في المنطقة الشرقية في عام 1379هـ انضم نادي الطيران إلى هذا الاتحاد وبدأ يتسع نشاطه الرياضي ليشمل كرة القدم، الطائرة، التنس، الطاولة.

## معالم ومواقع أثرية

المنظر العام للجارودية، كما يُرى من أعلى خزان البلدة.

### معالم تاريخية
- بر البدراني: يقع غرب الجارودية وكان مكان انطلاق رحلات الحج سابقا عندما كانت وسائل النقل هي الدواب.
- عين الصدين: عين ماء مشهورة عذوبة مائها وتقع على مقربة من الجارودية.
- عين القشورية: عين ماء غنية وعذبة كانت تسقي أهالي القطيف.
- جبل براق: موقع أثري قديم يقع شمال الجارودية أزيل عام 1403هـ بسبب زحف السكان وأقيمت المساكن على أنقاضه.
- عين الخسيفانية: وهي من العيون المعدنية وتكون في الصيف باردة جداً وفي الشتاء دافئة.
- مركز الوالي: وهو المكان الذي بناه العثمانيون أيام تواجدهم وكان موجودا إلى عهد قريب وقد حلت محله بعض المباني السكنية.

### حسينياتومساجد
الحسينيات بالجارودية:

بقايا مسجد عين القشورية.

- حسينية الأصيل خلف مبنى بلدية الجارودية.
- حسينية آل السيد كاظم (السادة) من أقدم الحسينيات بالجارودية وتقع في البراحة.
- حسينية المعراج نسبة إلى عائلة المعراج الجارودية، من أقدم حسينيات الجارودية وتقع بمقابل مسجد الحصمية.
- حسينية الإمام علي.

خريطة تُوضّح حدود قرية الجارودية مع القطيف وباقي القرى.

- حسينية الشباب بالقرب من مسجد العين ومغتسل الجارودية.خريطة تُوضّح حدود قرية الجارودية مع القطيف وباقي القرى.حسينية مجلس الحاج سلمان عبد الله أبو قرين
- حسينية السليمان بالقرب من حسينية الإمام الحسين.
- حسينية المدن نسبة إلى عائلة المدن الجارودية.
- حسينية الإمام الحسن بالقرب من مسجد الإمام الحسن بالخارجية.
- حسينية آل البيت بالقرب من مقبرة الجارودية - مقابل محطة البنزين.
- حسينية الرسول الأعظم بجانب جمعية الجارودية الخيرية.
- حسينية الإمام الحسين (حسينية الرمضان سابقاً)، نسبة إلى عائلة الرمضان الجارودية.
- حسينية باب الحوائج.
- حسينية آل عبد اللطيف.
- الحسينية الرضوية خلف مسجد الحصمية.
- حسينية الإمام زين العابدين بالقرب من خزانات الماء بالجارودية.
- حسينية آل ليث من أقدم الحسينيات بالجارودية وتقع في البراحة.

والعديد من المجالس الحسينية.
المساجد بالجارودية:
- مسجد الإمام الحسن بحي الخارجية.
- مسجد العين بجانب مغتسل الجارودية وحسينية الشباب.
- مسجد الحصمية بمقابل حسينية المعراج.
- مسجد حميد.
- مسجد شيخ جابر، أشهر مساجد الجارودية وأقدمها، أعيد بناءه بمساحة أكبر.
- مسجد سلامة.عين القشورية بالجارودية.

عين القشورية بالجارودية.

- مسجد القشورية - نسبة لعين الماء الشهيرة القشورية.

### حدائق ومنتزهات الجارودية
حديقة الجبل: وتقع في الجارودية – جنوب مخطط 193. تُقدَّر مساحتها بـ1500 متر مربع.

### عيون الجارودية

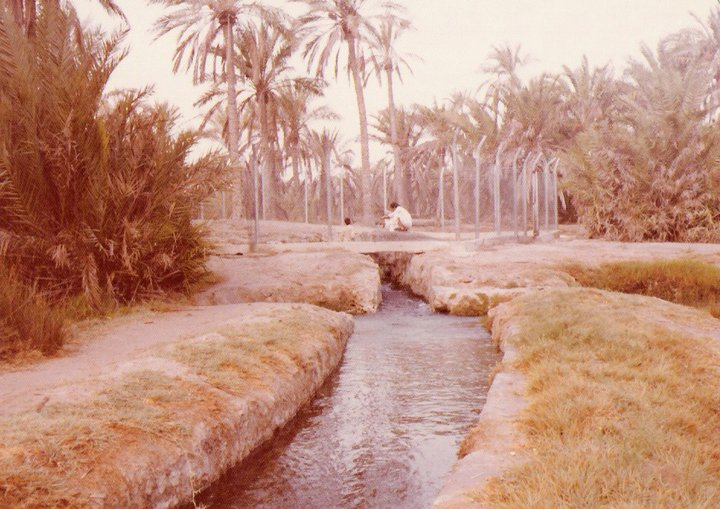
عين أم عمار، تقع بين قريتيّ حلة محيش والجارودية، وهي من أكبر عيون القطيف، وقد اندثرت.

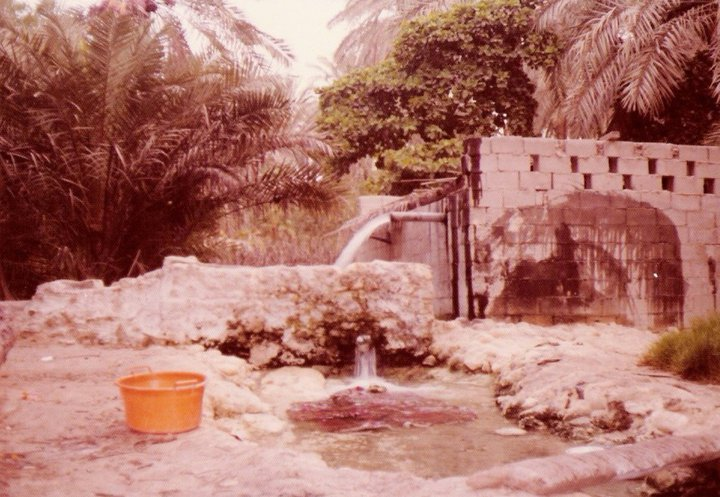
مضخّة الشبيبية بالجارودية.

ومعظمها اندثرت الآن، وتوجد بعض العيون وعليها مضخات الماء (وكما تسمى مواطير) وقد كانت واحة القطيف في السابق أكبر مما هي عليه الآن بكثير، وعيونها أكثر عدداً من عددها الآن، ولكن أدى الزحف الرهيب لرمال ما كان يُعرف بالبيضاء إلى طمس كثير من الأراضي الزراعية التي كانت متصلة بالواحة أي (واحة القطيف)، واقتطاع أجزاء كبيرة منها، وكذلك طمرت هذه الرمال الكثير من عيون الواحة فدفنتها.
| اسم العيون | موقعها من القرية                                        |
| ---------- | ------------------------------------------------------- |
| أمّ السِّيْبان | أقصى جنوب غرب القرية في البر قرب سيحة أم الحمام         |
| أمّ العِبِيْ   | شمال غرب القرية؛ شرق البدراني في البرية                 |
| أمْ خِيْف     | غير معلوم                                               |
| أمّ نُخَيْلَة   | جنوب غرب القرية القديمة؛ إلى الجنوب من النادي الآن      |
| البرَّاق     | كانت عند سفح جبل البراق، وقد دُفنت عندما نُسف الجبل       |
| الحَسَاوي    | أقصى شمال غرب القرية جنوب عين المنتفخة                  |
| الحَصَمِيَّة    | أقصى غرب القرية؛ شمال عين الخسيفانية                    |
| الخَسِيْف     | جنوب القرية؛ يمرُّ بها الشاعر المؤدي من القرية إلى النادي |
| الخُسَيْفانيّة | أقصى جنوب غرب القرية في البرّ                            |
| الخلايل    | غير معلوم                                               |
| الزّعَيْبْليّة  | غرب القرية داخل بساتين النخيل                           |
| سَبَب        | غرب القرية في البرّ                                      |
| السّبيْت     | غير معلوم                                               |
| السّدَيْريات  | أقصى شمال القرية، وجنوب عين الطويلع                     |
| صِدَّيْن       | كانت تقع شمال القرية جنوب جبل البراق                    |
| الضَّيْقَة     | غير معلوم                                               |
| الطَّوْقِيّة    | أقصى شمال غرب القرية؛ شمال عين سَبَب                      |
| الطّوَيْلِع    | أقصى شمال القرية بينها وبين سيحة الخويلدية              |
| المُشَيْرِع    | أقصى جنوب غرب القرية في البرّ؛ شمال شرق عين أم السِّيبان   |
| المنْتَفِخَة   | أقصى شمال غرب القرية في البر عند الحافة المزروعة للقرية |

## وصلات خارجية
- شبكة الجارودية الثقافية
- جمعية الجارودية الخيرية للخدمات الاجتماعية